# 垂壶百合属
垂壶百合属（学名：Rhadamanthus），也称判官笔属、垂壶海葱属，包含Rhadamanthus angolensis等12个品种。产自南非洲南非共和国、纳米比亚、安哥拉等干旱或半沙漠地区。适宜在阳光充沛及干旱环境下生长。
现并入银桦百合属（Drimia Jacq. ex Willd.）。

## 下级分类
本属包括以下物种：
- Rhadamanthus angolensis
- Rhadamanthus cyathiformis Speta, 1998